# Willie Seaweed
Willie Seaweed (* um 1873 in Nugent Sound, British Columbia; † 1967 in Blunden Harbour) war ein Holzschnitzkünstler der kanadischen Ureinwohner, der First Nations. Weitere Namen des Künstlers waren Hiłamas, Kwaxitola, Xandzasamudy, Yakulala, Mukwitalasuu und Smoky-Top.

## Leben
Seaweed war ein Holzschnitzer der Kwakiutl, der nördlichen Kwakwaka'wakw. Von ihm stammen viele Objekte, die in der Gesellschaft seiner Zeit benutzt wurden, so schnitzte er Totempfähle, verzierte Holzhäuser, Masken und Pfeifen, außerdem schnitzte er auch kleine Totempfähle, die an Touristen verkauft wurden.

## Öffentliche Sammlungen
Es folgt eine Auswahl musealer und ethnologischer Sammlungen, die Werke von Seaweed besitzen:
- Burke Museum of Natural History and Culture, Seattle, Washington
- Canadian Museum of History, Gatineau, Quebec
- Central Washington University, Ellensburg, Washington
- Denver Art Museum, Denver, Colorado
- Denver Museum of Nature and Science, Denver, Colorado
- Detroit Institute of Arts, Detroit, Michigan
- Glenbow Museum, Calgary, Alberta
- McMichael Canadian Art Collection, Kleinburg, Ontario
- Menil Collection, Houston, Texas
- Museum at Campbell River, Campbell River, British Columbia
- Museum of Anthropology, Vancouver, British Columbia
- Royal British Columbia Museum, Victoria, British Columbia
- Seattle Art Museum, Seattle, Washington
- Smithsonian National Museum of the American Indian, Washington, DC